# Johannes Böhmer
Johannes Böhmer (* 2. Dezember 1879 in Witzenhausen; † 15. Oktober 1955 ebenda) war Abgeordneter des Provinziallandtags der preußischen Provinz Hessen-Nassau.

## Leben
Johannes Böhmer wurde als Sohn des Carl Benjamin Böhmer und dessen Gemahlin Juliane Henriette Vilmar geboren. Nach seiner Schulausbildung erlernte er wie sein Vater den Beruf des Sattlermeisters. Er ging in die Politik und wurde 1921 Mitglied des Kurhessischen Kommunallandtages des Regierungsbezirks Kassel.
Bis 1920 wurden die Mitglieder des Parlaments indirekt gewählt. Erst mit dem Wahlgesetz vom 3. Dezember 1920 wurden die Prinzipien der allgemeinen, gleichen, geheimen und unmittelbaren Wahlen geregelt. Böhmer blieb bis 1929 in diesem Parlament. Er war zugleich – aus der Mitte des Kommunallandtags gewählt – Abgeordneter des Provinziallandtags der Provinz Hessen-Nassau. Bis 1925 war er dies für den Landkreis Witzenhausen und anschließend für den Landkreis Wolfhagen. Böhmer war in verschiedenen Ausschüssen tätig.